# Palazzo della Pilotta

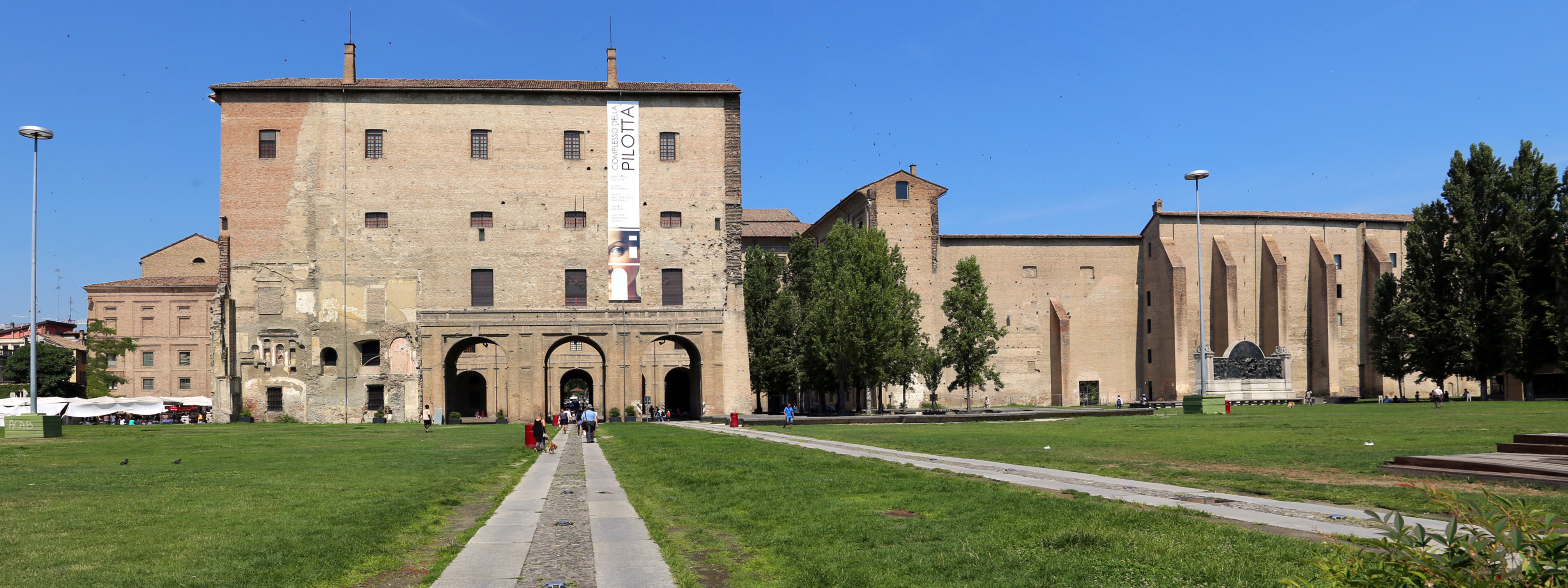
Ansicht des Palazzo della Pilotta; an der Stelle des wiedererrichteten Teils rechts stand die Kirche St. Peter. Die große Lücke entstand durch ein alliiertes Flieger-Bombardement vom 23. März 1944.

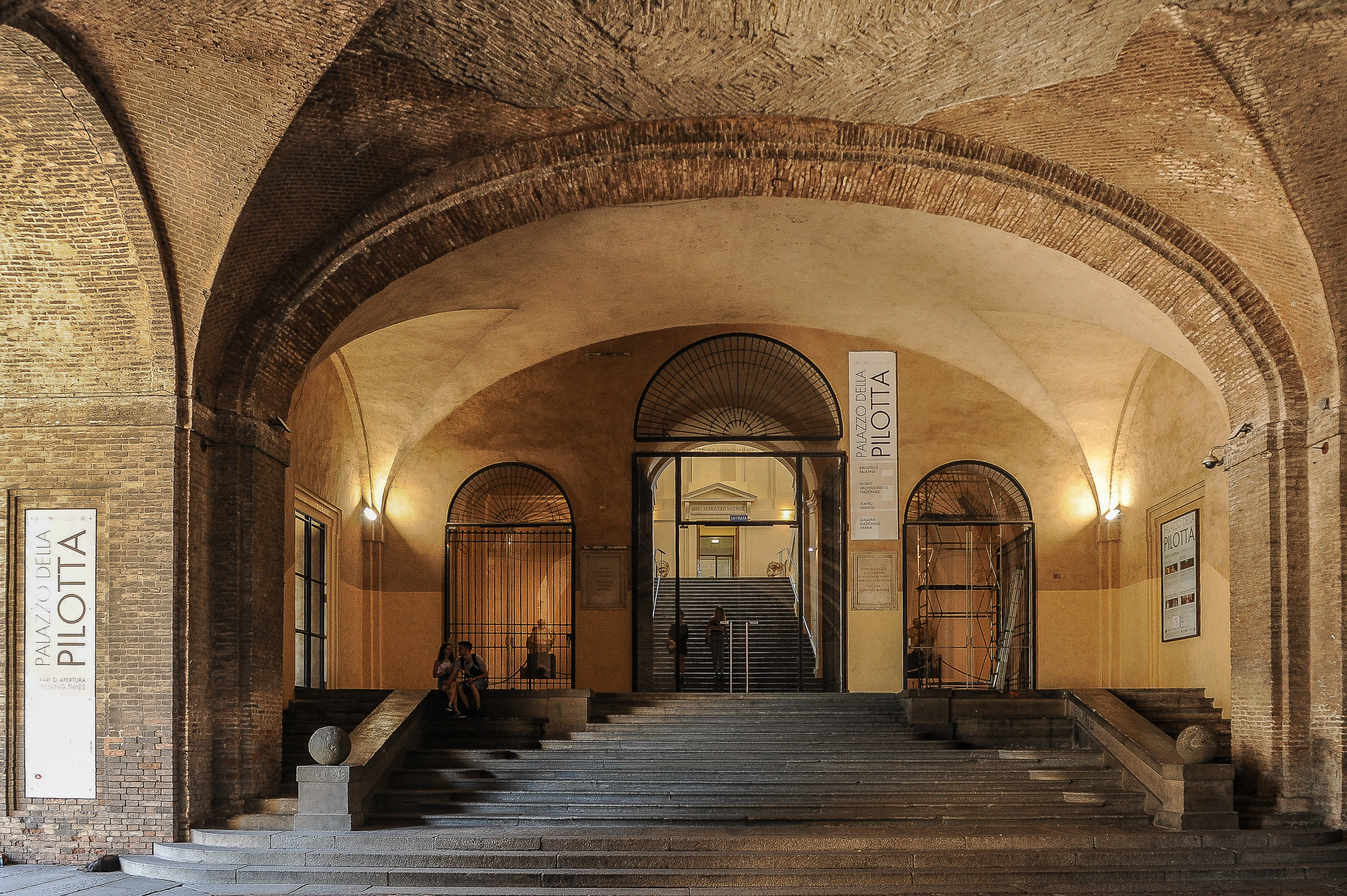
Eingang zum Museum

Der Palazzo della Pilotta, auch La Pilotta genannt, ist ein Gebäudekomplex im historischen Zentrum von Parma, in der italienischen Region Emilia-Romagna. Er liegt zwischen dem Piazzale della Pace und der Lungoparma. Sein Name leitet sich vom Pelota-Spiel ab, das von den spanischen Soldaten auf dem Cortile del Guzzatoio gespielt wurde.
Heute beherbergt die Gebäudegruppe:
- das Archäologische Nationalmuseum Parma (Museo archeologico nazionale di Parma)
- die Kunsthochschule „Paolo Toschi“
- die Biblioteca Palatina
- das Bodonianische Museum
- das Teatro Farnese
- die Galleria nazionale di Parma (Nationalgalerie Parma)

2020 wurden 60.666 Besucher registriert.

## Geschichte

### Der Korridor von Ottavio
Gegen 1583 in den letzten Regierungsjahren des Herzogs Ottavio Farnese erbaut, entstand er rings um den Korridor (Corridore), der den Bergfried (Rocchetta, Reste können nahe dem Ufer des Parma-Flusses besichtigt werden) mit dem herzoglichen Palast verband: Letzterer wurde 1622 von Herzog Ranuccio I begonnen, aber nie vollendet. Im Übrigen wurde er im Mai 1944 bei einem Luftangriff zusammen mit der Pilotta teilweise zerstört und die Reste nach dem Krieg abgerissen.

### Die Pilotta von Ranuccio I. Farnese
Mit dem Bau beauftragte Herzog Ranuccio I. Farnese 1602 den Architekten und Bildhauer Simone Moschino, ließ aber bereits 1611 die Baustelle einstellen, sodass das Gebäude unvollendet blieb. Die Fassade auf die Piazza della Ghiaia fehlt. Die im ersten Hof eingekeilte Dominikaner–Kirche St. Peter wurde später abgerissen.

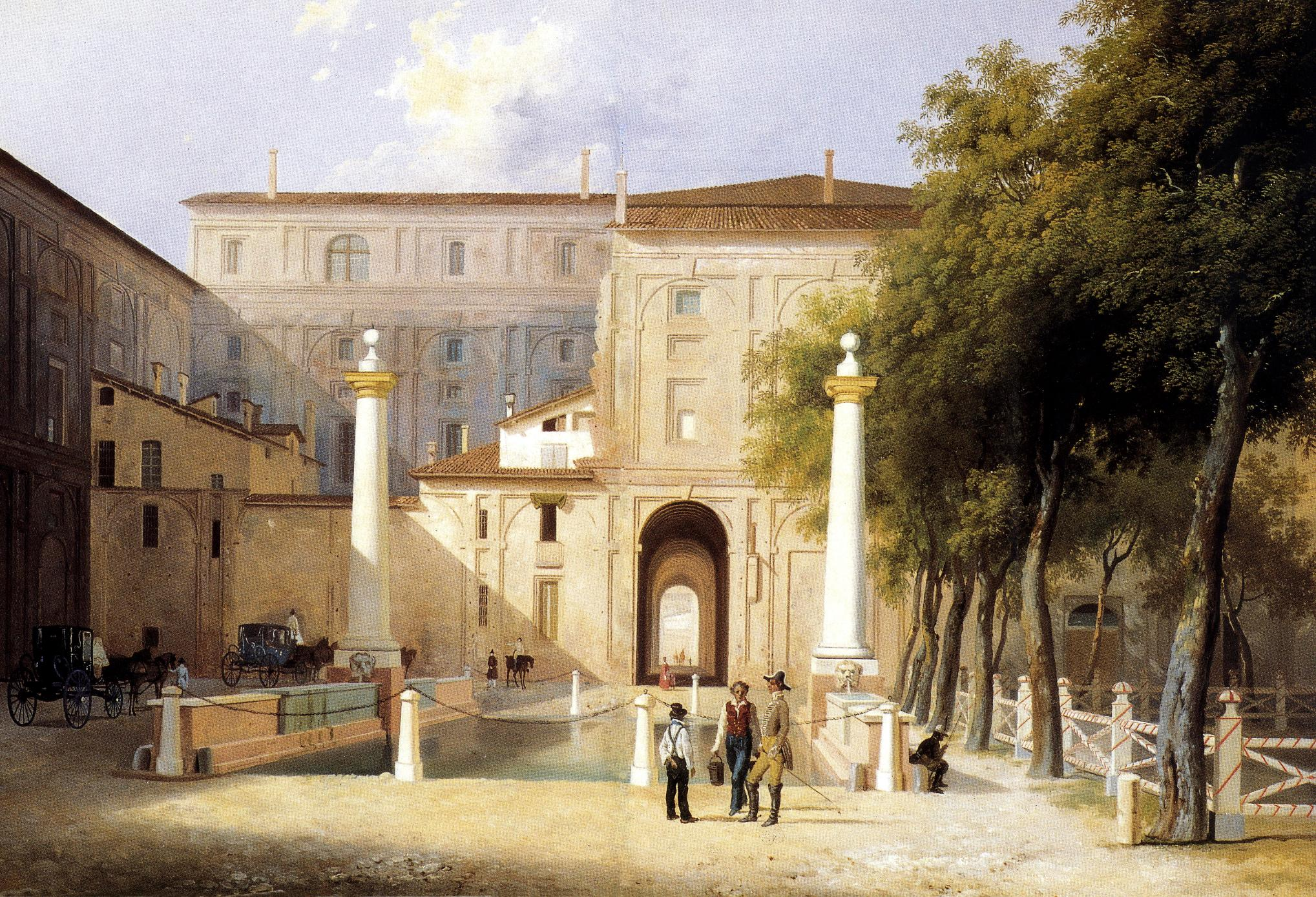
Luigi Marchesi: Blick auf den Cortile del Guazzatoio (1846, Palazzo Pitti, Galleria d’Arte Moderna)

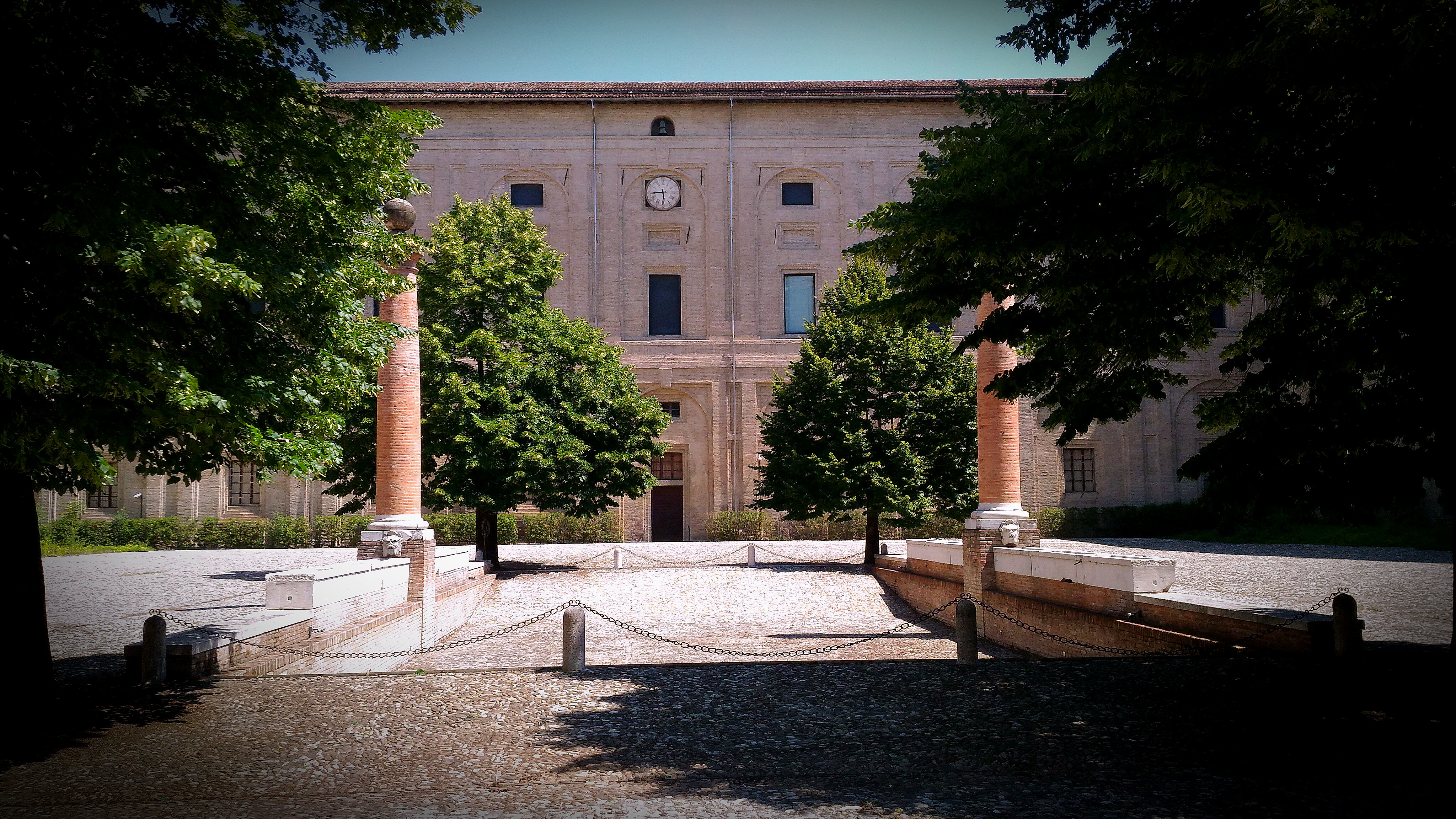
Cortile del Guazzatoio heute

### Nach den Farneses
Nach dem Niedergang der Farnese in Parma wurde der Palast geräumt, beginnend mit dem Erben Karl I., dem späteren Karl III. von Spanien, der das Vermögen und die Farnesischen Sammlungen aus Parma und Rom nach Neapel überführte. Erst mit Philipp I. von Bourbon ergab sich eine teilweise Wiederauferstehung des Gebäudes, die bis heute andauert.
In der zweiten Hälfte des 19. Jahrhunderts wurde auf dem Areal der Kirche St. Peter das Teatro Reinach errichtet, das 1871 eingeweiht wurde. 1939 wurde es in „Teatro Paganini“ umbenannt, aber bei dem vorher erwähnten Luftangriff im Mai 1944 fast vollständig zerstört und später abgerissen.
Zwischen 1986 und 2001 wurde nach einer langen und viel diskutierten Projektierungsphase der Piazzale della Pace unter Leitung des Schweizer Architekten Mario Botta neu arrangiert, wobei der große Garten und der Brunnen auf den Umrissen der ehemaligen Kirche St. Peter angelegt wurden.

## Beschreibung
Das vorliegende Ensemble umfasst drei Höfe: Den Cortile di San Pietro Martire (heutzutage Cortile della Pilotta genannt), Cortile del Guazzatoio (ursprünglich della pelota) und den Cortile della Racchetta. Der Pilotta enthielt einen großen Saal, der später zum Teatro Farnese umgebaut wurde, Ställe, Remisen und Stallknechtswohnungen, sowie Schränke, den Akademiesaal und eine Reihe von Galerien um die großen Höfe.
Dieses Gebäudeensemble muss alle Dienstgebäude für die anschließende, eigentliche Residenz, den herzoglichen Palast, enthalten haben.

Veränderungen der Pilotta im Laufe der Zeit.

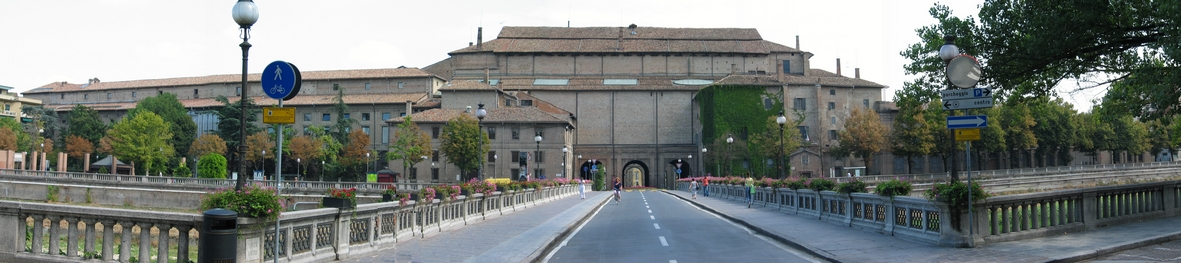
Panoramablick vom Ende der Verdi-Brücke (Eingang des herzoglichen Palastes)

## Bildergalerie

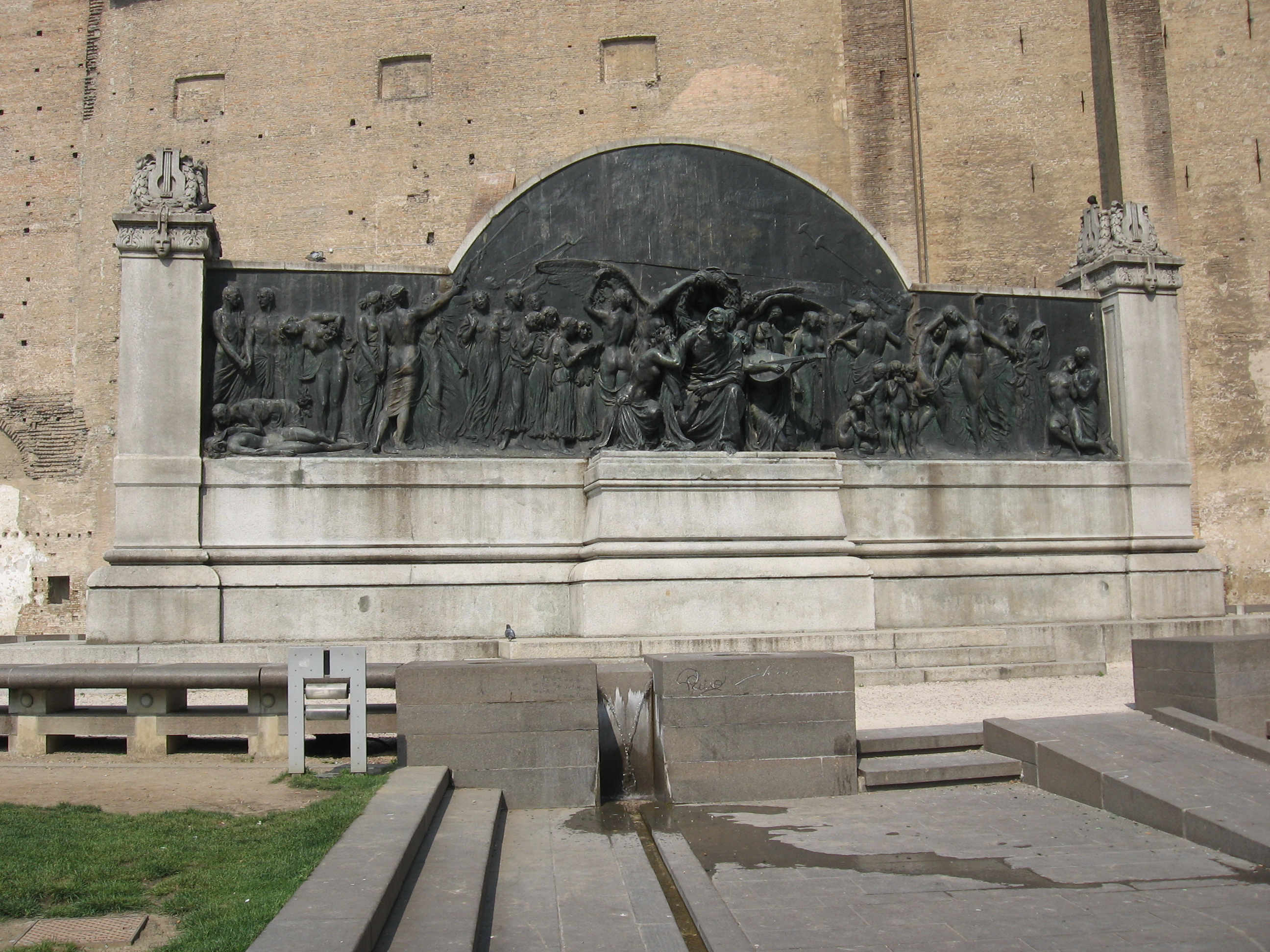
Das Denkmal von Giuseppe Verdi
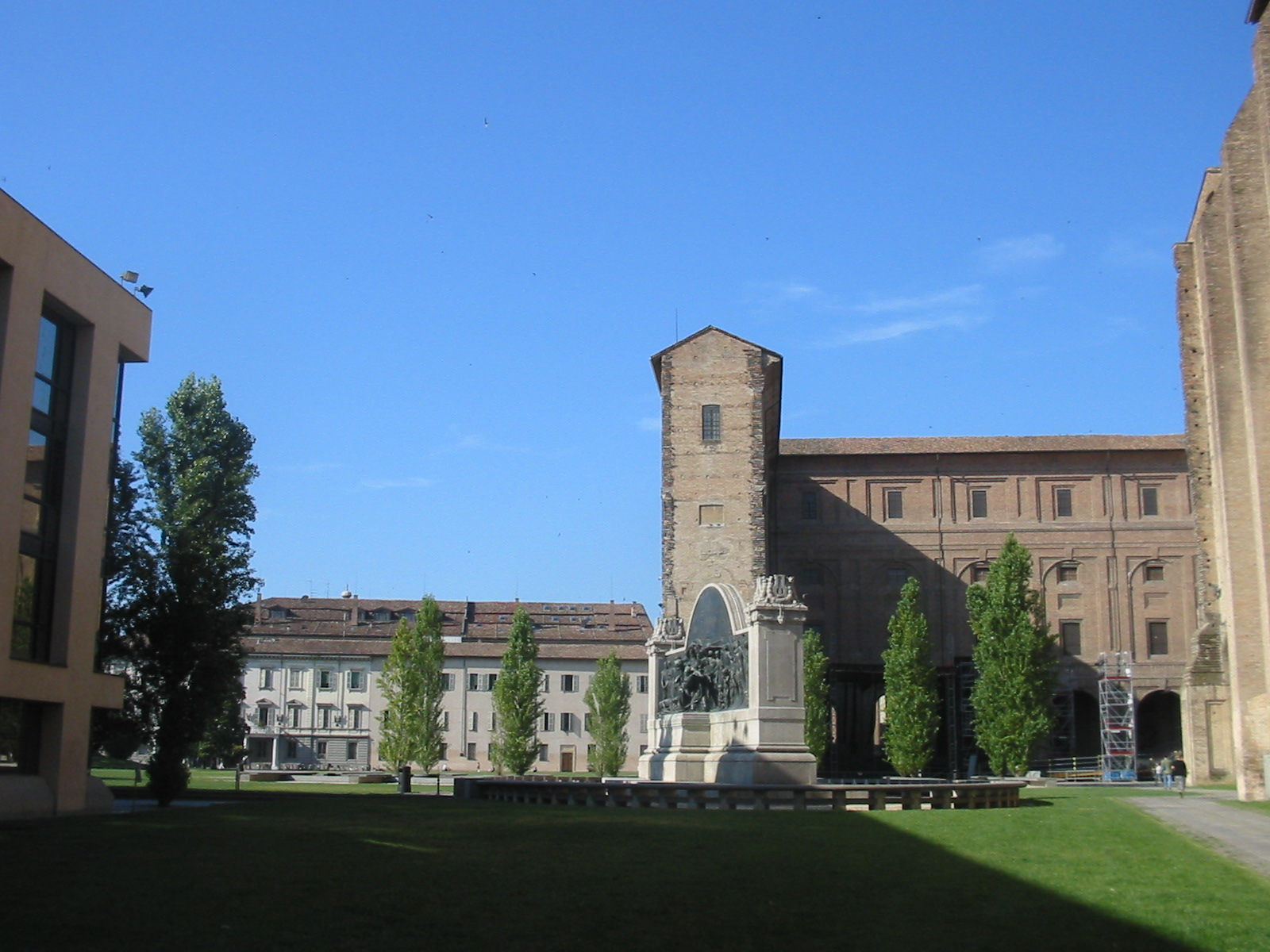
Cortile della Pilotta mit dem Palazzo della Provincia im Hintergrund
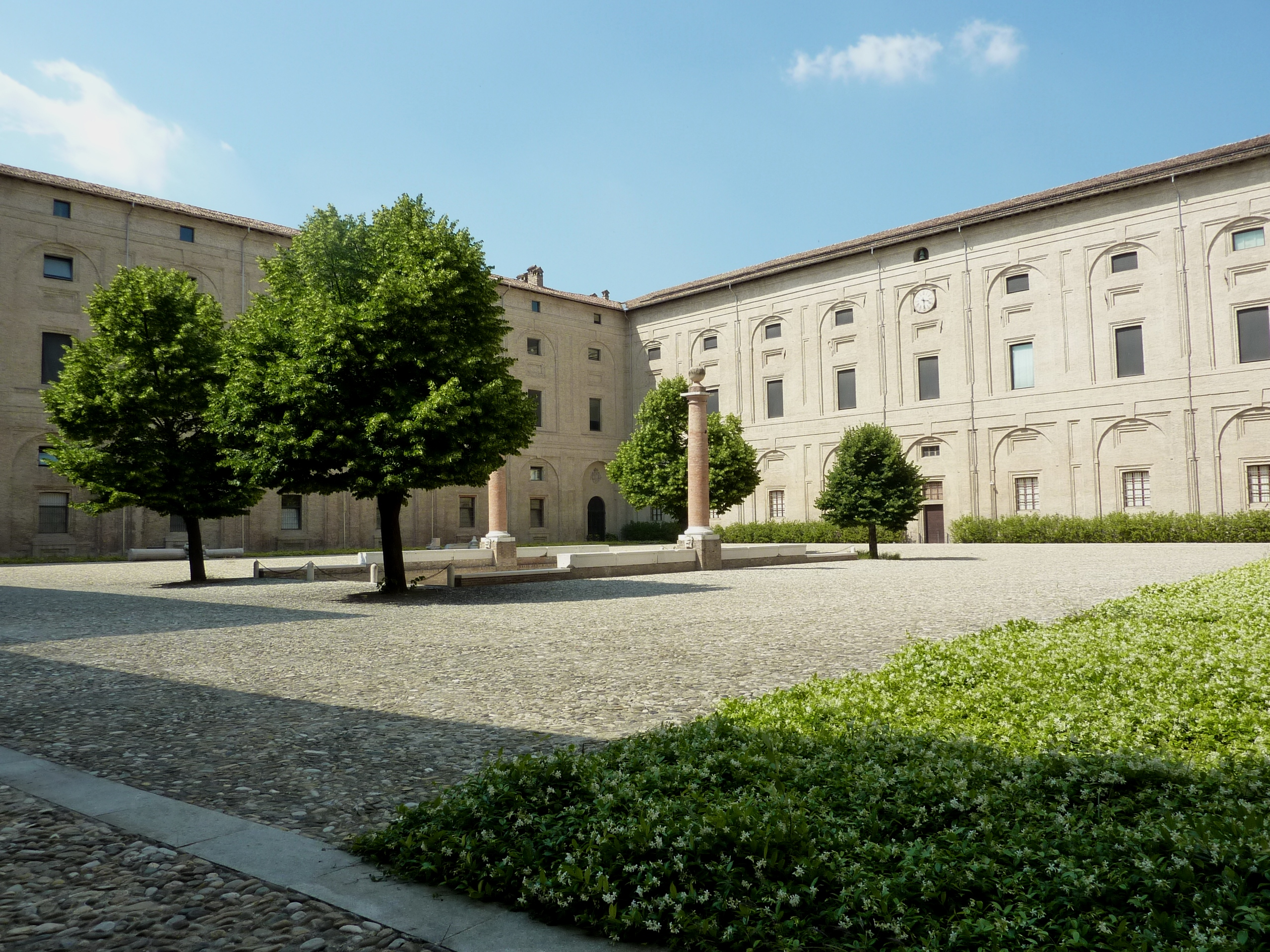
Cortile del Guazzatoio
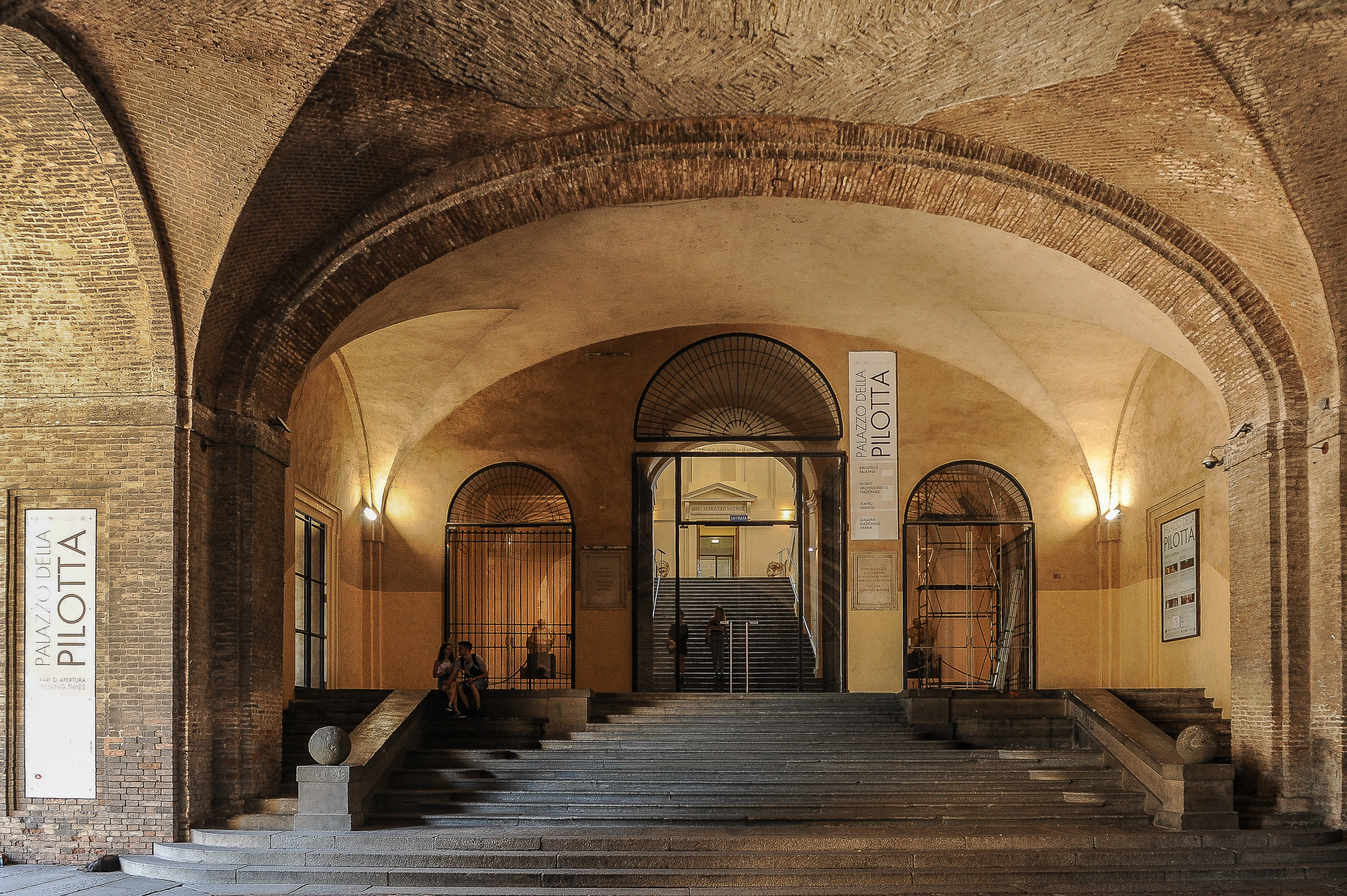
Die charakteristischen Gewölbe der Pilotta
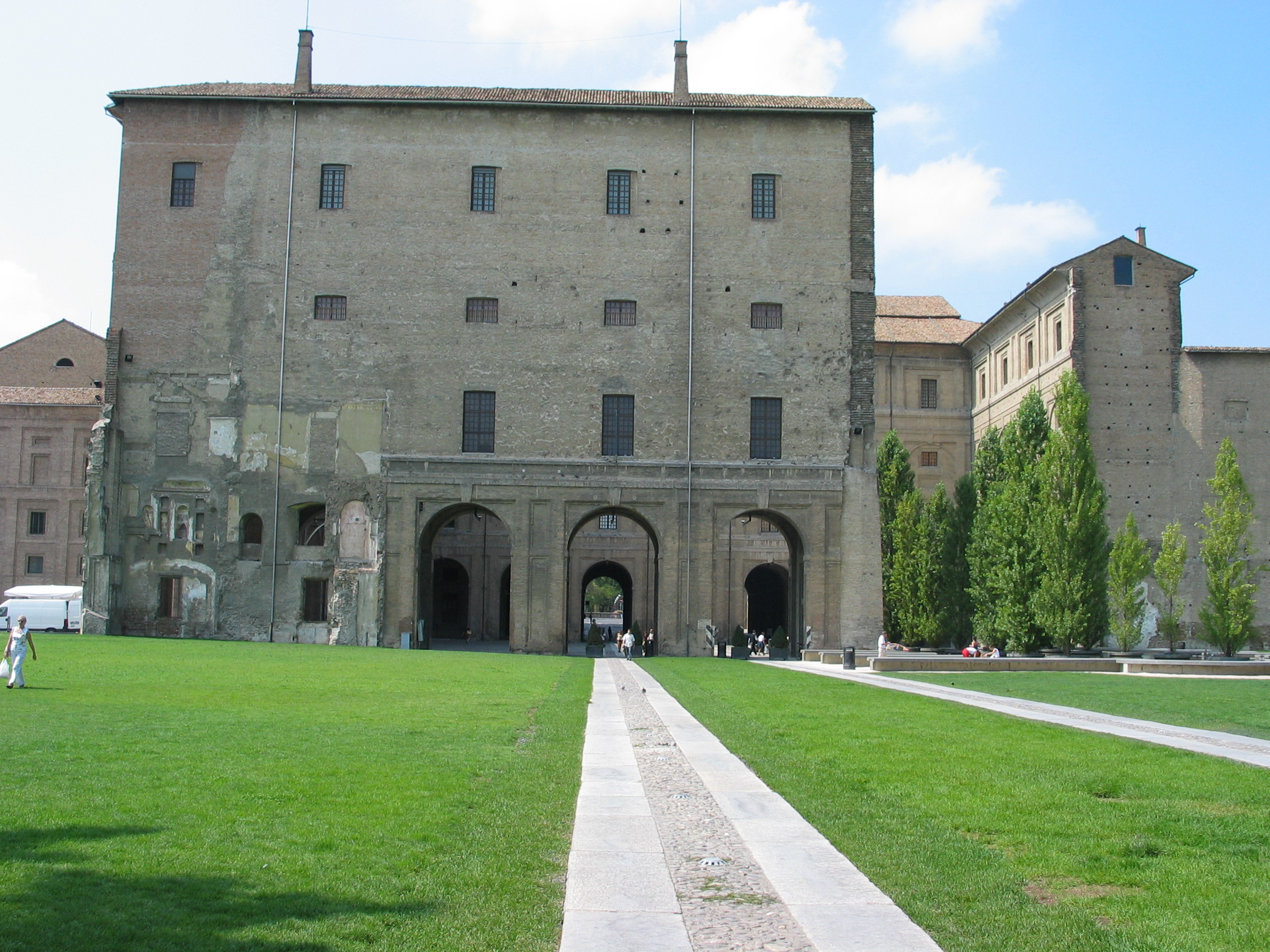
Die Fußwege, die von der Via Garibaldi zum Palazzo della Pilotta führen